# Endoglukanaser
Endoglukanaser är en grupp av cellulas (cellulosanedbrytande enzym) som har förmågan att klyva en cellulosakedja inuti - d.v.s inte från en ända. De visar stark synergism med cellobiohydrolaser och finns i två huvudtyper. C-typ som har cellulosabindningsdomän, och D-typ som saknar detta.
Endoglukanaser har stor teknisk användning i bland annat tvättmedel, och är förmodligen den typ av enzym som industriellt tillverkas i störst skala.